# Ейва Адамс
Ейва Адамс (на английски: Ava Addams) е френска порнографска актриса, родена на 16 септември 1979 г. в Гибралтар.

## Ранен живот
Нейните родители са французи, които живеят в Гибралтар при раждането ѝ. Тя също така има испански произход от страната на майка си и италиански произход от страна на баща си. По-късно се преместват в САЩ, където тя израства в Хюстън, щата Тексас. Част от детството си прекарва в Испания, Мароко и Франция. Като дете владее френски, английски и испански език.
В ранните си години се изявява като модел и актриса, участва в реклами и играе в театър.
Работи в лекарски кабинет, като през това време посещава училище за медицински сестрински грижи, но не го завършва.

## Кариера
Най-напред работи като фетиш модел, като се снима и за списание „Плейбой“.
Дебютира като актриса в порнографската индустрия през март 2008 г., когато е на 29-годишна възраст. Тогава среща порноактрисата Рина Райън и последната я представя на продуцентите от „Риалити кингс“. Първоначално прави само сцени със соло или лесбийски секс, като в дебютната си сцена си партнира с Моли Кавали. Снима първата си сцена с мъж през лятото на 2010 г. във филма „Titty Sweat“, като ѝ партнира Джеймс Дийн.
През 2010 – 2011 г. прекъсва временно кариерата си поради бременност и последвало раждане.

## Личен живот
Адамс се определя като бисексуална. Тя има син, роден през 2011 г. Раждането води до промени в размера на гърдите ѝ, поради което на 4 юни 2012 г. увеличава размера им чрез поставяне на импланти.

## Награди и номинации
Носителка
- 2015: NightMoves награда за MILF изпълнителка на годината (избор на авторите).[11]

Номинации
- 2012: Номинация за AVN награда за MILF изпълнител на годината.[12]
- 2013: Номинация за AVN награда за MILF изпълнителка на годината.[13][14]
- 2013: Номинация за XBIZ награда за MILF изпълнителка на годината.[15]
- 2014: Номинация за AVN награда за MILF изпълнителка на годината.[16]
- 2015: Номинация за XBIZ награда за MILF изпълнителка на годината.[17]